# Kiss×sis
《Kiss×sis》是日本漫畫家Ditama某所創作的日本漫畫作品。於《月刊Young Magazine》連載。feel.製作的動畫版於2010年4月由AT-X開始播放，OAD則是從「Kiss×sis」漫畫第3卷限定版開始隨書附贈。

## 概要
《Kiss×sis》一開始在講談社的漫畫雜誌《週刊Young Magazine》2004年1月號刊載單篇漫畫，而在《別冊Young Magazine》13號（2005年12月）開始正式連載。從首次連載過了三年，《Kiss×sis》在2007年9月發售單行本第一卷；由於發行數量少而店家接二連三全部售完的緣故而再版。而在2008年6月28號宣布即將動畫化。
由于附带OAD（原創動畫光碟）的《Kiss×sis》第三卷初回限定版大受欢迎、早早预售完，官方决定制作OAD第二弹，随2009年5月22日发行的单行本第4卷初回限定版发售。
2009年12月，《Kiss×sis》移至《月刊Young Magazine》繼續連載。2009年12月23日，尖端出版發行《Kiss×sis》台灣中文版單行本第一卷，分級為限制級（十八禁）。

## 故事簡介
住之江圭太是個中學三年級的高中聯考應屆考生，他與一對和他沒有血緣的雙胞胎姐妹亞香與理香一起生活。儘管圭太一開始不喜歡他的二個姐姐積極誘惑他，後來他漸漸地被他的二個姐姐吸引住。而他們的父母親亦鼓勵圭太與亞香和理香其中一個或一起結婚。
而且在進入高中後遇上擔任班主任的桐生夕月，初中學妹同時是桐生夕月妹妹的桐生三日月，加上同級學生三國美春，與眾人糾纏的關係，令圭太的生活每天都充滿刺激。

## 登場人物
住之江圭太（聲優：武内健、寺本來可（幼年））
8月31日出生。Kiss×sis的男主角，就讀中學三年級，亞香和理香的義弟。雖然被一些女生稱為色魔，但其實在學妹中很有人氣，在中學畢業時鈕扣一瞬間就被搶光。雖然因為田徑的優秀而被推薦入讀高中，但仍為了和兩名姐姐進入同一所高中而努力進行考前學習。因為從小就和姐姐在一起，加上父母的熏陶，所以小時候很喜歡兩個姐姐，但因為長大了，開始厭惡，後來和好。喜歡兩位姊姊。不擅長喝酒，一旦喝醉的話會變得過分積極且事後完全沒有相關記憶。目前與桐生夕月祕密交往中，但為了掩護此祕密，表面上則是與三國美春交往。被桐生夕月要求分手。
住之江亞香（又譯亞子）（聲優：竹達彩奈）
11月7日出生。雙胞胎的姐姐，就讀高中一年級，學校學生會會長。前面的頭髮用髮夾固定。跟理香不同的是她擅長做菜，擅長喝酒，常代替母親打理家務。外表看起來像是個思念弟弟的性格，其實她的個性極易害羞又好色。有時會當起圭太的「身體」教師，被理香說是悶騷女。喜歡著自己的弟弟 圭太。
住之江理香（又譯理子）（聲優：巽悠衣子）
11月7日出生。雙胞胎的妹妹，就讀高中一年級，學校風紀委員。留著長髮並綁著馬尾，有時又為雙馬尾，左眼下面始終貼著一個象徵性的創可貼。個性我行我素並且積極，遇事冷靜。不擅長家務也不擅長喝酒，但在誘惑圭太時表現的十分積極而且大膽，意外的在眾人面前會害羞，後來在圭太幫助下克服。喜歡著自己的弟弟 圭太。
雙親（聲優：志村知幸（父）、半場友惠（母））
圭太、亞香及理香的雙親。父親與圭太有血緣關係，母親則與亞香及理香有血緣關係。本名、年齡及再婚之前對象皆不明。圭太等人還是小學生時就已結為夫妻。夫妻感情和睦，兩人會一起旅行，睡前還會互相按摩。基本上實行放任主義管教子女。對於亞香及理香誘惑圭太並不特別反對，反而覺得他們在一起相當地有趣，但母親在父親說錯話時會用鐵拳伺候。
三國美春（聲優：永田依子 → 中村知子（OAD第10話））
圭太的同班同學。為巨乳眼鏡娘。養一隻叫健太的狗。起初認為男主角是個大色魔，因此處處躲避圭太，但相處久了覺得圭太是個正直的人，雖然常告訴自己是局外人，但逐漸喜歡上他，最後內心承認自己喜歡上圭太，常幻想著圭太侵犯自己。目前提出自己可以為了掩護圭太跟老師的戀情，假裝與圭太交往中。有著對性極其渴求的一面，甚至曾替圭太口交，對圭太訓練至兩人親吻後才能令她平復下來。美春也有夜尿症，有时会賴尿。
桐生夕月（聲優：今井麻美）
圭太就讀高中的新級任老師。起初為了防止圭太與姐姐們怪異的互動，而勸導美春跟圭太交往。是三日月的姐姐，二十三歲，處女。表面上是一名稱職的老師，其實她是一名御宅族，特別喜愛日本戰國時代的武將直江兼續，逐漸對圭太有愛慕之情，在體育季後圭太向她告白並接受成為男女朋友。剛交往時會對自己是老師卻對學生出手感到罪惡，久了這種師生之間的牆逐漸消失，但祕密也快被外人識破，因此接受美春提出的建議，讓圭太與美春假裝是男女朋友。因為發覺圭太對待自己的方式與其他人相同，便在漫畫第111話要求與圭太分手。
桐生三日月（聲優：大龜明日香）
圭太的田徑社學妹。是夕月的妹妹，知道姐姐是一名好色的御宅族，但她卻為姐姐保守著這個秘密。明戀圭太且作風大膽，不時作出誘惑圭太的行動，稍微有些腹黑。起初是為了追求圭太主動出擊，後漸漸改為旁觀者，支持姐姐的戀情，並認為圭太的感情史很有趣。

## 出版書籍
| 卷數 | 講談社         | 講談社                                                  | 尖端出版社     | 尖端出版社             |
| 卷數 | 發售日期       | ISBN                                                    | 發售日期       | EAN                    |
| ---- | -------------- | ------------------------------------------------------- | -------------- | ---------------------- |
| 1    | 2007年9月6日   | ISBN 978-4-06-372344-1                                  | 2009年12月23日 | EAN 471-7702-22797-5   |
| 2    | 2008年1月4日   | ISBN 978-4-06-375428-5                                  | 2010年4月16日  | EAN 471-7702-22849-1   |
| 3    | 2008年12月22日 | ISBN 978-4-06-375613-5 ISBN 978-4-06-937284-1（限定版） | 2010年5月18日  | EAN 471-7702-23186-6   |
| 4    | 2009年5月22日  | ISBN 978-4-06-375723-1 ISBN 978-4-06-937296-4（限定版） | 2010年10月21日 | EAN 471-7702-23641-0   |
| 5    | 2009年11月20日 | ISBN 978-4-06-375829-0 ISBN 978-4-06-358298-7（限定版） | 2011年3月17日  | EAN 471-7702-23805-6   |
| 6    | 2010年6月4日   | ISBN 978-4-06-375925-9 ISBN 978-4-06-358311-3（限定版） | 2011年5月16日  | EAN 471-7702-24062-2   |
| 7    | 2010年11月22日 | ISBN 978-4-06-375998-3 ISBN 978-4-06-358322-9（限定版） | 2011年10月21日 | EAN 471-7702-24457-6   |
| 8    | 2011年6月22日  | ISBN 978-4-06-376073-6 ISBN 978-4-06-358339-7（限定版） | 2012年4月30日  | EAN 471-7702-24775-1   |
| 9    | 2011年11月30日 | ISBN 978-4-06-376158-0 ISBN 978-4-06-358355-7（限定版） | 2012年10月16日 | EAN 471-7702-25137-6   |
| 10   | 2012年7月6日   | ISBN 978-4-06-376662-2 ISBN 978-4-06-358380-9（限定版） | 2013年5月17日  | EAN 471-7702-25474-2   |
| 11   | 2013年2月6日   | ISBN 978-4-06-376788-9 ISBN 978-4-06-358403-5（限定版） | 2013年11月18日 | EAN 471-7702-25742-2   |
| 12   | 2013年11月6日  | ISBN 978-4-06-376926-5 ISBN 978-4-06-358439-4（限定版） | 2014年5月19日  | EAN 471-7702-26078-1   |
| 13   | 2014年8月6日   | ISBN 978-4-06-377037-7 ISBN 978-4-06-358487-5（限定版） | 2015年1月20日  | EAN 471-7702-26394-2   |
| 14   | 2015年4月6日   | ISBN 978-4-06-377162-6 ISBN 978-4-06-358745-6（限定版） | 2015年9月14日  | EAN 471-7702-26797-1   |
| 15   | 2015年11月6日  | ISBN 978-4-06-362318-5 （限定版）                       | 2016年4月22日  | ISBN 978-957-106-563-2 |
| 16   | 2016年4月6日   | ISBN 978-4-06-377455-9                                  | 2016年8月3日   | ISBN 978-957-106-779-7 |
| 17   | 2016年11月4日  | ISBN 978-4-06-393070-2                                  | 2017年3月21日  | ISBN 978-957-107-324-8 |
| 18   | 2017年5月2日   | ISBN 978-4-06-393185-3                                  |                |                        |
| 19   | 2017年12月6日  | ISBN 978-4-06-510536-8                                  |                |                        |
| 20   | 2018年7月6日   | ISBN 978-4-06-512017-0                                  |                |                        |
| 21   | 2019年3月6日   | ISBN 978-4-06-514797-9                                  |                |                        |
| 22   | 2020年3月6日   | ISBN 978-4-06-518812-5                                  |                |                        |
| 23   | 2020年12月4日  | ISBN 978-4-06-521705-4                                  |                |                        |
| 24   | 2021年6月17日  | ISBN 978-4-06-523672-7                                  |                |                        |
| 25   | 2021年11月18日 | ISBN 978-4-06-525882-8                                  |                |                        |

## OAD

### 製作人員
- 原作：Ditama某（講談社《Young Magazine》揭載）
- 導演：名和宗則
- 人物設計：下谷智之
- 總作畫監督、副人物設計：枡田邦彰
- 色彩設計：佐藤直子
- 美術監督：小坂部直子
- 音響監督：菊田浩巳
- 攝影監督：口羽穀
- 編集：平木大輔
- 音樂：植木瑞基 in 俊龍
- 動畫製作：feel.
- 企畫協力：GANSIS
- 製作：《Kiss×sis》製作委員會

### 主題曲
片頭曲「二人的♥甜心男孩（ふたりの♥ハニーボーイ）」
作詞、作曲、編曲：高橋菜菜
歌：住之江亞香（竹達彩奈）、住之江理香（巽悠衣子）
片尾曲「星空物語」
作詞、作曲、編曲、歌：高橋菜菜

### 各集列表
| 集數   | 日文標題 | 中文標題                   | 劇本                  | 分鏡       | 演出     | 總作畫監督             | 作畫監督                                                      | 發售日         | 漫畫附贈 （DVD限量版） |
| ------ | -------- | -------------------------- | --------------------- | ---------- | -------- | ---------------------- | ------------------------------------------------------------- | -------------- | ---------------------- |
| 第0話  |          | 從零開始                   | 加茂靖子 （劇本協力） | 高柳滋仁   | 園田雅裕 | 下谷智之               | 鈴木豪 佐藤元昭                                               | 2008年12月22日 | 第3卷                  |
| 第1話  |          | 同一屋簷下                 | 鈴木雅詞              | 名和宗則   | 名和宗則 | 丸山隆                 | 鈴木豪                                                        | 2009年5月22日  | 第4卷                  |
| 第2話  |          | 兩人的聖誕節               | 鈴木雅詞              | 阿部雅司   | 阿部雅司 | 丸山隆 枡田邦彰        | 下谷智之、鈴木豪 佐藤元昭、立田眞一 氏家嘉宏、川島勝 下川寿士 | 2009年11月20日 | 第5卷                  |
| 第3話  |          | 秘密的綵排練習             | 鈴木雅詞              | 所俊克     | 所俊克   | 丸山隆 枡田邦彰 鈴木豪 | 豆塚隆、野口孝行 佐藤元昭、川島勝 緒方浩美、下川寿士          | 2010年6月4日   | 第6卷                  |
| 第4話  |          | 幸福的温泉旅行             | 長谷川勝己            | 菜香ゆき   | 菜香ゆき | 佐藤元昭               | 立田眞一、鈴木豪 藤井結                                       | 2010年11月22日 | 第7卷                  |
| 第5話  |          | 如墮五里霧中               | 長谷川勝己            | 菜香ゆき   | 菜香ゆき | 佐藤元昭               | 立田眞一                                                      | 2011年6月22日  | 第8卷                  |
| 第6話  |          | 嗯嗯嗯！的健康診斷         | 長谷川勝己            | 菜香ゆき   | 菜香ゆき | 佐藤元昭               | 早川加寿子、清水祐実 藤井結、新家由幸男                       | 2011年11月30日 | 第9卷                  |
| 第7話  |          | 在長梅雨季盛開的桃花       | 長谷川勝己            | 菜香ゆき   | 菜香ゆき | 佐藤元昭               | 立田眞一                                                      | 2012年7月6日   | 第10卷                 |
| 第8話  |          | 果然這樣！？風波大起的家訪 | 長谷川勝己            | 菜香ゆき   | 菜香ゆき | 佐藤元昭 枡田邦彰      | 立田眞一 藤井結                                               | 2013年2月6日   | 第11卷                 |
| 第9話  |          | 苦樂參半青年汗水           | 長谷川勝己            | 名和宗則   | 名和宗則 | 佐藤元昭               | 立田眞一                                                      | 2013年11月6日  | 第12卷                 |
| 第10話 |          | 有還是沒有，每個人都不同   | 長谷川勝己            | 菜香ゆき   | 菜香ゆき | 佐藤元昭               | 三浦龍、袴田裕二 川島尚、重本和佳子 枡田邦彰、山崎正和        | 2014年8月6日   | 第13卷                 |
| 第11話 |          | 永遠的良好關係             | 長谷川勝己            | 川口敬一郎 | 松下周平 | 佐藤元昭               | 袴田裕二、川島尚 中本尚                                       | 2015年4月6日   | 第14卷                 |

## 電視動畫

### 製作人員
- 原作：Ditama某（講談社《月刊Young Magazine》揭載）
- 導演：名和宗則
- 系列構成：長谷川勝己
- 人物設計：下谷智之
- 副人物設計：枡田邦彰
- 色彩設計：油谷ゆみ
- 美術監督：小坂部直子
- 音響監督：菊田浩巳
- 攝影監督：口羽穀
- 編集：平木大輔
- 音樂：植木瑞基
- 動畫製作：feel.
- 企畫協力：GANSIS
- 製作：《Kiss×sis》製作委員會

### 主題曲
片頭曲
- （平衡之吻）

作詞、作曲、編曲：橋本由香利
歌：住之江亞香（竹達彩奈）、住之江理香（巽悠衣子）
片尾曲
- （第1～11話）

作詞：大森祥子
作曲、編曲：植木瑞基in俊隆
歌：唯夏織（小倉唯&石原夏織）
- （第12話）

作詞：大森祥子
作曲、編曲：高橋菜菜
歌：唯夏織（小倉唯&石原夏織）

### 各集列表
| 話數 | 日文標題 | 中文標題                     | 劇本       | 分鏡            | 演出                  | 作畫監督                                   | 總作畫監督                               |
| ---- | -------- | ---------------------------- | ---------- | --------------- | --------------------- | ------------------------------------------ | ---------------------------------------- |
| 1    |          | Wonderful Days               | 長谷川勝己 | 及川啓 有明功一 | 所俊克                | 鈴木豪 丸山隆                              | 下谷智之                                 |
| 2    |          | 只有两人的课堂               | 鈴木雅詞   | 菜香ゆき        | 菜香ゆき              | 立田眞一 川島勝                            | 枡田邦彰                                 |
| 3    |          | 诱惑的甜点                   | 植竹須美男 | 所俊克          | 渡部周                | 藤原未来夫 山本篤史 飯野堅一               | 下谷智之                                 |
| 4    |          | 恋人的资格                   | 長谷川勝己 | 有明功一        | 駒屋健一郎            | 立田眞一 佐藤元昭                          | 枡田邦彰                                 |
| 5    |          | 对不起！                     | 植竹須美男 | 木村真一郎      | 高林久弥              | 立田眞一 佐藤元昭 下川寿士 小菅洋 臼田美夫 | 鈴木豪 枡田邦彰                          |
| 6    |          | 心头不安的秋叶原             | 鈴木雅詞   | 阿部雅司        | 阿部雅司              | 小菅洋 川島勝                              | 枡田邦彰 鈴木豪                          |
| 7    |          | 什 什麼！？ 盛夏的溼身妄想曲 | 長谷川勝己 | 有明功一        | 徐惠眞                | 北村友幸 山村俊了                          | 佐藤元昭 鈴木豪                          |
| 8    |          | 八月，通常的那个             | 植竹須美男 | 菜香ゆき        | 菜香ゆき              | 本村晃一                                   | 下谷智之                                 |
| 9    |          | 痛苦的时候求神保佑           | 鈴木雅詞   | 柳沼和良        | 德本善信              | 藤井結 金井裕子 新家由貴男 村山公輔        | 枡田邦彰 鈴木豪 下谷智之 佐藤元昭        |
| 10   |          | 终于到了关键时刻！           | 植竹須美男 | 佐々木奈奈子    | 佐々木奈奈子 越田知明 | 川島勝 小菅洋                              | 下谷智之 佐藤元昭 丸山隆 鈴木豪          |
| 11   |          | 好日子、从头来！             | 植竹須美男 | 木村真一郎      | 菜香ゆき              | 北村友幸 山村俊了                          | 下谷智之 佐藤元昭 鈴木豪 丸山隆 枡田邦彰 |
| 12   |          | 1，2，3P                     | 長谷川勝己 | 所俊克          | 所俊克                | 川島勝 小菅洋                              | 下谷智之 枡田邦彰 鈴木豪 佐藤元昭 丸山隆 |

### 播映時間
日本深夜動畫：下文記載的日本国内播放時間使用日本標準時間（UTC+9）表示。因為部分時間标识會採用30小时制，因此請留意这类超过24:00的时间，其實際播放時間為翌日清晨。
| 播放地區 | 播放電視台 | 播放日期              | 播放時間（UTC+9）                    | 所屬電視網 | 備註                                           |
| -------- | ---------- | --------------------- | ------------------------------------ | ---------- | ---------------------------------------------- |
| 日本全國 | AT-X       | 2010年4月5日－6月21日 | 星期一 23時30分－24時00分 （有重播） | CS放送     | 收看年齡限制為「R指定」 （未滿15歲者不得觀賞） |

### 藍光／DVD
2015年2月25日發售的藍光BOX將會包含特典廣播劇。
| 卷數  | 發售日        | 收錄内容       | 規格編號     | 規格編號  |
| 卷數  | 發售日        | 收錄内容       | 藍光         | DVD       |
| ----- | ------------- | -------------- | ------------ | --------- |
| 第1卷 | 2010年6月23日 | 第1話－第3話   | KIXA-90036   | KIBA-1774 |
| 第2卷 | 2010年7月21日 | 第4話－第6話   | KIXA-90037   | KIBA-1775 |
| 第3卷 | 2010年8月25日 | 第7話－第9話   | KIXA-90038   | KIBA-1776 |
| 第4卷 | 2010年9月22日 | 第10話－第12話 | KIXA-90039   | KIBA-1777 |
| BOX   | 2015年2月25日 | 全12話         | KIXA-90494/5 | 不適用    |

## 外部連結
- 《週刊Young Magazine》官方網站的《kiss×sis》介紹頁 （页面存档备份，存于） （日語）
- 《kiss×sis》動畫版官方網站（页面存档备份，存于） （日語）
- 《kiss×sis》的X（前Twitter）